# عبد الله جان
عبد الله جان (5 يناير 1990 في باكستان - ) هو لاعب كريكت باكستاني.

## وصلات خارجية
- عبد الله جان على موقع إي آس بي آن كريك إنفو (الإنجليزية)